# 陳雅
陈雅，字伯台（？年—？年），漢中成固人，東漢政治人物。漢灵帝时擔任谏大夫。

## 生平
陳雅為東漢末年官員，當時宦官專權，陈雅上疏漢靈帝，痛陳宦官擅權弊端，漢靈帝看了奏章後沒有任何反應，後來陈雅外任为巴郡太守，七十五歲時去世。臨死前，陳雅對其子留下遺言，認為天下要大亂，要求薄葬。陈雅去世一年多後，漢灵帝去世，大将军何进又被宦官所杀，董卓趁亂進入洛陽，引發董卓討伐戰，天下大亂。

## 評價
- 常璩：「伯臺處諫，師言亢盡，末命防萌，妙睹玄揆。」